# Paul Arthurs
Pour les articles homonymes, voir Arthurs.
 (mai 2020).
Si vous disposez d'ouvrages ou d'articles de référence ou si vous connaissez des sites web de qualité traitant du thème abordé ici, merci de compléter l'article en donnant les références utiles à sa vérifiabilité et en les liant à la section « Notes et références ».
Paul « Bonehead » Arthurs, (né le 23 juin 1965 dans le quartier de Burnage à Manchester, Angleterre, Royaume-Uni) est un guitariste et l'un des fondateurs du groupe Oasis dans le début des années 1990. Il quitte le groupe en 1999, puis le réintègre en 2025 lors de sa reformation pour la tournée Oasis Live '25.

## Les années Oasis
Il est né au sein de la communauté catholique irlandaise. Il commence à se faire surnommer Bonehead (tête d'os) à 8 ans, lorsque ses parents insistent pour qu'il ait les cheveux coupés courts contrairement à la plupart des autres enfants de son âge. Arthurs quitte le lycée à 16 ans et travaille comme plâtrier. Il intègre son premier groupe - Pleasure & Pain - en 1984, et commence à cette époque à trainer avec une certaine Kate, qui deviendra son épouse quelques années plus tard. Devenu entrepreneur musical, il forme rapidement en 1991 le groupe The Rain avec ses amis musiciens Paul "Guigsy" McGuigan (basse), Tony McCarroll (batterie) et Chris Hutton (chant), vite remplacé par Liam Gallagher.
Ainsi formé, le groupe, changé en 'Oasis', se lance dans la composition, Liam écrivant les textes et Arthurs la musique, mais le duo fonctionne mal et le groupe ne rencontre que peu de succès. Apparaît alors l'opportunité de la bande, Noel Gallagher, frère de Liam, qui rentre d'une tournée des Inspiral Carpets pour lesquels il est roadie, et qui accepte de rejoindre le groupe en tant qu'unique auteur/compositeur.
Peu après, il présente plusieurs de ses maquettes au groupe, telles que Live Forever ou All Around The World qui plaisent immédiatement à tout le monde et feront le succès futur d'Oasis. Arthurs avoue d'ailleurs avoir fondu en larmes lorsqu'il a entendu pour la première fois Champagne Supernova dans un bus de tournée, et ajoute dans le DVD de Definitely Maybe qu'il préférait par-dessus tout interpréter le titre Columbia, car les seuls 3 accords qu'il avait à jouer formaient un « groove hypnotique ».
La sortie du premier album Definitely Maybe est un succès sans précédent qui propulse le groupe sous les projecteurs internationaux. La photo de la pochette a été prise dans le salon de Arthurs lui-même, qu'il avait peint et décoré.
Bien qu'il soit connu en tant que guitariste rythmique du groupe, Arthurs joue également de nombreux autres instruments : mélodica, guitare basse, et on peut le voir jouer du piano au début du clip de Don't Look Back in Anger. La chanson Bonehead Bank's Holiday, chanson bonus présente sur l'édition vinyle de (What's the Story) Morning Glory?, a été composé par Noel pour être chantée par Bonehead, mais sa nervosité à l'idée d'effectuer sa première performance vocale l'avait stressé. Liam l'a alors emmené boire quelques verres, et les deux sont ensuite revenus au studio, saouls, pour tenter d'enregistrer la partie vocale de Bonehead. Noel finira par se charger lui même du chant, mais les tentatives de Liam et Bonehead sont toujours audibles sur le morceau final. Noel voyait cette chanson comme la "Ringo track" de l'album, la comparant aux titres interprétés par Ringo Starr au sein des Beatles.
Noel Gallagher assura en 1995 « qu'être dans la même bande que [Bonehead] n'a rien de misérable, car ce type est Peter Sellers (célèbre acteur anglais) et Rigsby (personnage d'un feuilleton britannique, "Rising Damp") à la fois, avec moins de morale que l'un ou l'autre - il est juste scandaleux ». Noel est également parrain de sa fille Lucy Arthurs.
En 1997, Arthurs fit fabriquer une plaque d'immatriculation sur mesure estampillée "S1 SAO", ce qui, lu dans un miroir, donne bien sur "OASIS".

## Le départ et la vie après Oasis
En 1999, bien que le groupe soit devenu plus mature et que la relation des frères Gallagher se soit améliorée, il plane un sentiment de tension sur Oasis, et Paul décide de quitter le groupe durant les séances d'enregistrement du quatrième album Standing on the Shoulder of Giants, prétendant vouloir passer plus de temps avec sa famille, qui accueillit en 1997 son premier fils, Jude, évidemment nommé d'après le titre des Beatles.
"Ce n’est pas comme si Paul McCartney quittait les Beatles" plaisanta Noel, qui admira cependant ses efforts et respecta sa décision en tant que nouveau père, statut que venait également d'acquérir le bassiste Paul McGuigan qui quitta la bande la même année ».
L'album se termina donc sans eux, Liam et Noel restant les seuls membres d'origine au sein du groupe, et les guitariste et bassiste professionnels Gem Archer et Andy Bell ne rejoignant la bande qu'après la fin des enregistrements.
En 2013, il sort un album avec son nouveau groupe Parlour Flames. Il sort également un EP avec le groupe Phoneys & the Freaks en 2014.
À partir de 2013, il retrouve Liam Gallagher sur scène, étant invité à se produire avec Beady Eye. Il accompagne également Liam Gallagher sur scène lors de divers concerts de sa carrière solo, il est notamment présent sur son album live MTV Unplugged (Live at Hull City Hall) enregistré en 2019 et sorti en 2020.

## Reformation d'Oasis
En 2025, il redevient membre d'Oasis après plus de 25 ans, en rejoignant les frères Gallagher pour la reformation du groupe dans le cadre de la tournée Oasis Live '25.